# Кущавник бугенвільський
Куща́вник бугенвільський (Cincloramphus llaneae) — вид горобцеподібних птахів родини кобилочкових (Locustellidae). Ендемік Папуа Нової Гвінеї. Раніше вважався конспецифічним з новобританським і меланезійським кущавником.

## Поширення і екологія
Бугенвільські кущавники є ендеміками острова Бугенвіль. Вони живуть у вологих гірських тропічних лісах, в бамбукових заростях та на луках. Зустрічаються на висоті від 1200 до 2000 м над рівнем моря.

## Збереження
МСОП класифікує стан збереження цього виду як близький до загрозливого. За оцінками дослідників, популяція бугенвільських кущавників становить від 2500 до 10000 птахів. Їм можуть загрожувати інтродуковані види хижаків, зокрема щури і кішки.